# João Lourenço
João Manuel Gonçalves Lourenço (sinh ngày 05 tháng 3 năm 1954)) là một chính trị gia Angola, người từng là Bộ trưởng Bộ Quốc phòng Angola kể từ tháng 4 năm 2014  và là Phó Chủ tịch của Phong trào Dân chủ vì Giải phóng Angola (MPLA), đảng cầm quyền, 2016. Trước đây ông là Tổng thư ký của MPLA từ năm 1998 đến năm 2003. João Lourenço là ứng viên tổng thống của MPLA trong cuộc bầu cử tháng 8 năm 2017. Khi đảng giành được đa số 150 ghế, Laurenço chính thức tuyên thệ nhậm chức tổng thống thứ ba của Angola vào ngày 21 tháng 9 năm 2017, kế nhiệm José Eduardo dos Santos, người nắm quyền từ năm 1979. Ông sẽ đảm nhiệm chức vụ Chủ tịch Liên minh châu Phi kể từ ngày 15 tháng 2 năm 2025 trong vòng 1 năm.

## Tiểu sử
Sinh năm 1954, Lourenço lớn lên trong một gia đình có 10 người con. Cha của ông, Joao Lourenço Sequeira (1923-1999), một người gốc Malanje, một y tá và người theo dân tộc chủ nghĩa WS, WHO phục vụ ba năm tù cho hoạt động bất hợp pháp chính trị. Mẹ ông Josef Cipriano Lourenço Gonçalves (1928-1998), thợ may, là người bản xứ của Namibia. [7] Ông được giáo dục tiểu học và trung học ở tỉnh Bié và Luanda.

## Giáo dục và sự nghiệp quân sự
Lourenço nghiên cứu tại Viện công nghiệp Luanda và sau đó tham gia vào cuộc đấu tranh giải phóng dân ở Ponta Negra, vào tháng 8 năm 1974, nơi ông là một thành viên của nhóm đầu tiên của những người lính MPLA nhập lãnh thổ Angola qua Miconge, Hướng tới thành phố Cabinda sau sự sụp đổ của Chế độ thực dân Bồ Đào Nha.
Ông bắt đầu sự nghiệp quân sự của mình chống lại người Bồ Đào Nha trong Chiến tranh Angola của Độc lập và chiến đấu như là một thành viên của MPLA trong cuộc nội chiến Anola. Lourenço tiến hành đào tạo pháo binh và sau đó trở thành một viên chức chính trị trong MPLA. Năm 1978, Lourenço Đã du lịch đến Liên Xô và nghiên cứu tại Học viện Lenin cao hơn, sâu hơn nơi ông huấn luyện quân sự của ông và hoàn thành bằng thạc sĩ trong Khoa học lịch sử. sau đó ông trở về Angola trong pháo chung năm 1982. Bây giờ, Lourenço 1984 quay về phía WS chính trị và bổ nhiệm làm Thống đốc tỉnh Moxico.